# تشارلي ويفر
تشارلي ويفر (بالإنجليزية: Charlie Weaver)‏ هو لاعب كرة قدم أمريكية أمريكي، ولد في 12 يوليو 1949 في غرينوود في الولايات المتحدة.

## وصلات خارجية
- تشارلي ويفر على موقع مرجع كرة القدم المحترفة.كوم (الإنجليزية)